# Jiří Kobrle
Jiří Kobrle (1935 – 17. května 2019) byl letecký akrobat, mezinárodní rozhodčí v letecké akrobacii, dlouholetý zástupce ČR v mezinárodní letecké federaci FAI kde působil jako viceprezident a viceprezident CIVA FAI, mistr ČSSR, zkušební pilot, instruktor, člen AK Jičín, spisovatel a publicista, člen Klubu leteckých novinářů ČR.

## Úspěchy
- 1967 - 2. místo na mistrovství Československa v motorové letecké akrobacii - Zábřeh u Opavy
- 1969 - 1. místo na mistrovství Československa v motorové letecké akrobacii - Kunovice
- 1973 - 2. místo na mistrovství Československa v motorové letecké akrobacii - Liberec
- 1975 - 2. místo na mistrovství Československa v motorové letecké akrobacii - Zábřeh u Opavy
- 1975 - 1. místo v družstvech na Mistrovství Evropy v letecké akrobacii - Esbjerg, Dánsko
- 2008 - držitel Zlaté letecké medaile FAI za celoživotní práci pro celosvětové sportovní letectví (jako třetí Čech v historii)